# ヴィルヘルム・プリュショー

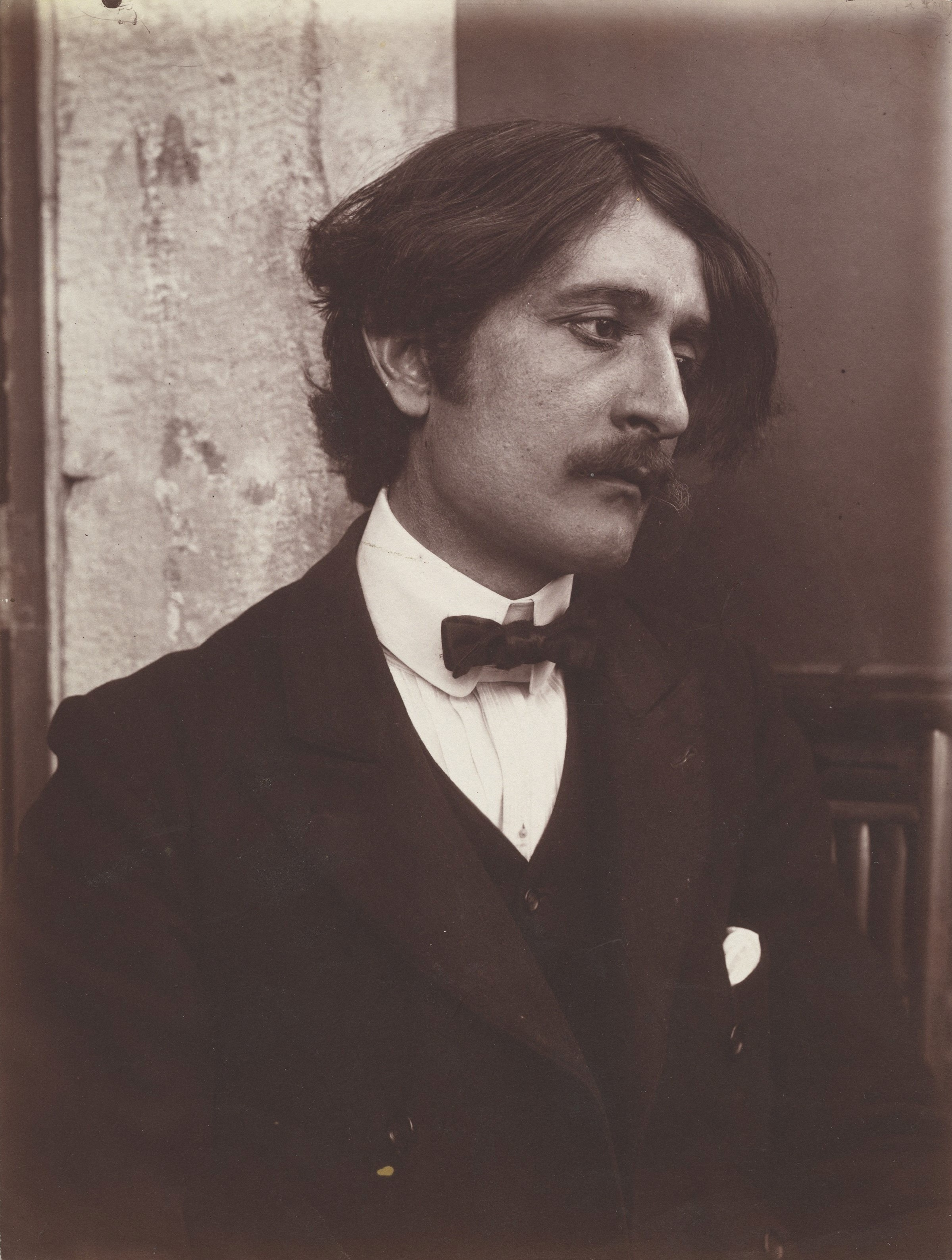
ヴィルヘルム・プリュショー、ヴィルヘルム・フォン・グレーデン撮影、1890年頃

ヴィルヘルム・プリュショー（Wilhelm Plüschow, 1852年8月18日 - 1930年1月30日）は、ドイツの写真家。イタリアを活動拠点とし、青少年のヌード写真を撮影したことで知られる。その作風は従弟で同じく写真家のヴィルヘルム・フォン・グレーデン男爵のそれと酷似しており、しばしばグレーデンの作品と間違われる。

## 生涯
ドイツ・メクレンブルク＝シュヴェリーン大公国のヴィスマールに、同国の上級森林監督官を務めるフリードリヒ・プリュショー（1808年 - 1879年）とその妻のシャルロッテ・クルル（1831年 - 1892年）の間の息子として生まれる。7人兄弟の最年長の長男であった。父はメクレンブルク＝シュヴェリーン大公世子フリードリヒ・ルートヴィヒの庶子であり、甥の大公フリードリヒ・フランツ2世の宮廷に仕える官僚だった。またヴィルヘルム・フォン・グレーデン男爵は従弟（母の異父兄の息子）、飛行家のギュンター・プリュショーは甥である。
1870年頃にローマに移り、好んでイタリア風に「グッリェルモ・プリュショー（Guglielmo Plüschow）」と称した。最初はワインの販売業者として生計を立てていたが、すぐにプロのヌード写真家に転身し、その後はナポリに移る。カプリ島のヴィラ・リシスに隠棲するフランス人貴族ジャック・ダデルスワル＝フェルサン男爵の撮影依頼を受け、フェルサンの同性の恋人ニノ・チェサリーニ（Nino Cesarini）を撮影した一連の写真が有名である。
プリュショーはヴィンチェンツォ・ガルディという少年をモデル、恋人としており、ガルディは後に写真家となった。1902年、プリュショーは未成年を誘惑した罪で逮捕され、8ヶ月間の刑務所生活を送った。1907年にも同様のスキャンダルを起こし、1910年にはイタリアから追放され、故国ドイツのベルリンに暮らした。

## 作品

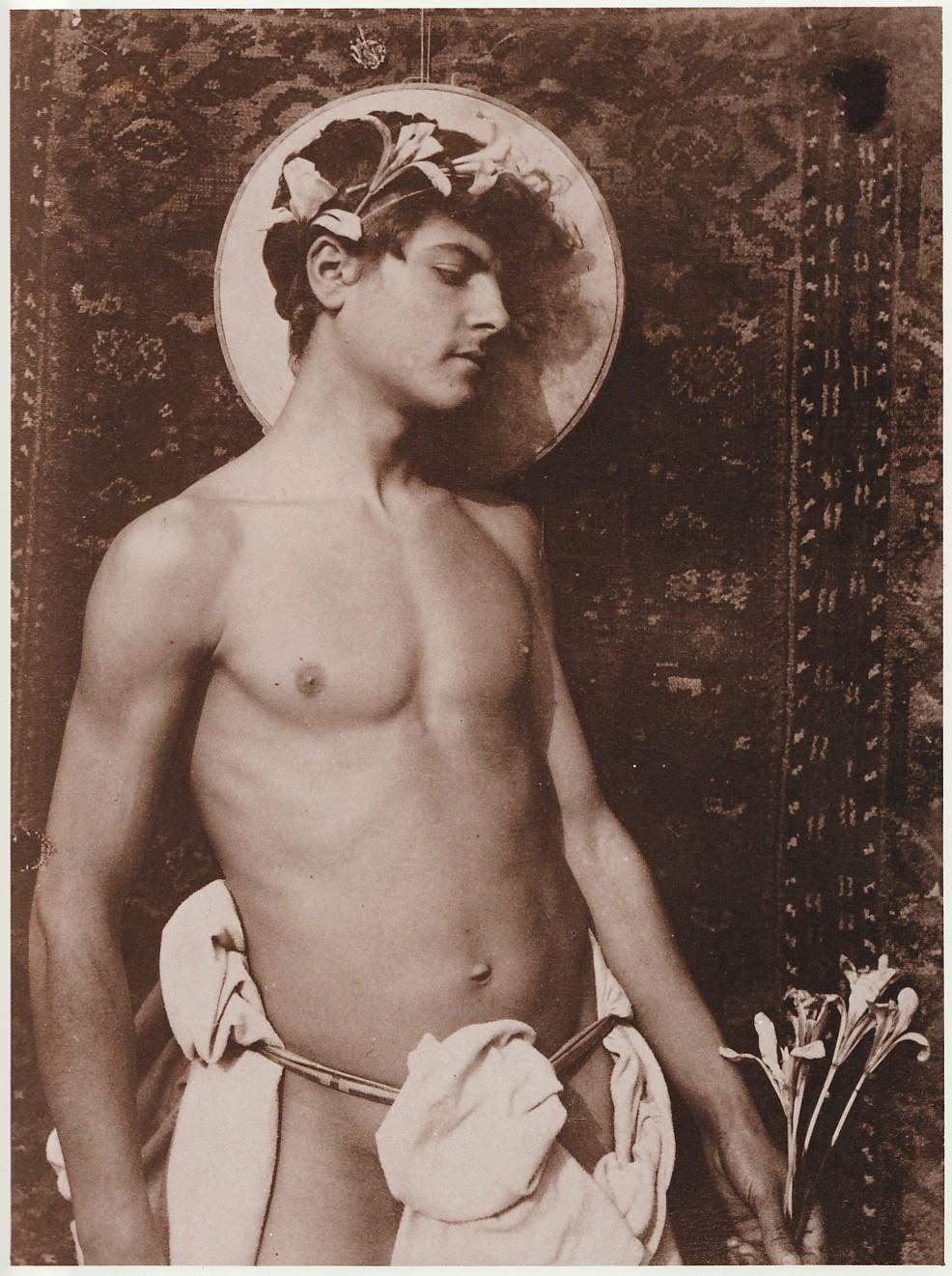
ニノ・チェサリーニ
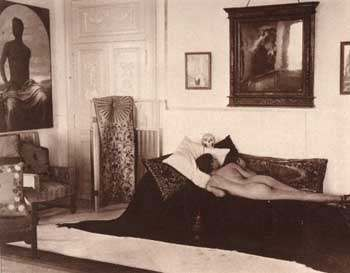
カウチに横たわるニノ・チェサリーニ
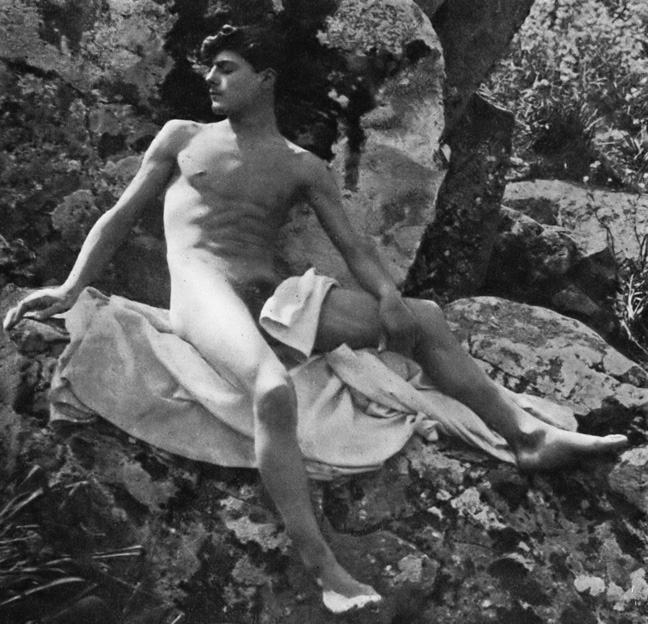
ニノ・チェサリーニと思われる青年
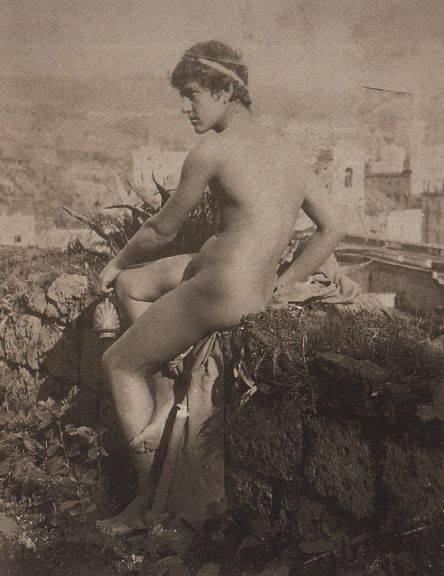
ヴィンチェンツォ・ガルディ
扉の前に立つヴィンチェンツォ・ガルディ